# Ángeles Montolio
Ángeles Montolio (* 6. August 1975 in Barcelona) ist eine ehemalige spanische Tennisspielerin.

## Karriere
Montolio spielte von 1990 bis 2003 auf der WTA Tour. Ihre höchste Platzierung in der Einzelweltrangliste erreichte sie im Februar 2002 mit Rang 22. Auf der WTA Tour konnte sie drei Einzeltitel für sich verbuchen. Auf ITF-Ebene siegte sie bei zwölf Turnieren im Einzel und bei einer Doppelkonkurrenz. 1993 gewann sie das World-Junior-Tennisturnier Orange Bowl in der Altersklasse U-18.
Montolio gehörte zur spanischen Fed-Cup-Mannschaft, die 1994 den Titel gewann; sie kam im Endspiel aber nicht zum Einsatz. Zwischen 1994 und 2002 absolvierte sie nur drei Partien für die Mannschaft.

## Turniersiege

### Einzel
| Nr. | Datum          | Turnier | Kategorie    | Belag | Finalgegnerin      | Ergebnis      |
| --- | -------------- | ------- | ------------ | ----- | ------------------ | ------------- |
| 1.  | 15. April 2001 | Oeiras  | WTA Tier IV  | Sand  | Jelena Bowina      | 3:6, 6:3, 6:2 |
| 2.  | 6. Mai 2001    | Bol     | WTA Tier III | Sand  | Mariana Díaz-Oliva | 3:6, 6:2, 6:4 |
| 3.  | 7. April 2002  | Porto   | WTA Tier IV  | Sand  | Magüi Serna        | 6:1, 2:6, 7:5 |